# Open Seguros Bolívar 2012
L'Open Seguros Bolívar 2012 è stato un torneo professionistico di tennis giocato sulla terra rossa. È stata l'8ª edizione del torneo che fa parte dell'ATP Challenger Tour nell'ambito dell'ATP Challenger Tour 2012. Si è giocato Bogotà in Colombia dal 9 al 15 luglio 2012.

## Partecipanti

### Teste di serie
| Nazionalità     | Giocatore              | Ranking* | Testa di serie |
| --------------- | ---------------------- | -------- | -------------- |
| Spagna          | Feliciano López        | 17       | 1              |
| Colombia        | Santiago Giraldo       | 45       | 2              |
| Colombia        | Alejandro Falla        | 73       | 3              |
| Francia         | Éric Prodon            | 121      | 4              |
| Colombia        | Carlos Salamanca       | 189      | 5              |
| Argentina       | Guido Pella            | 205      | 6              |
| Colombia        | Alejandro González     | 226      | 7              |
| Rep. Dominicana | Víctor Estrella Burgos | 228      | 8              |

- Ranking al 25 giugno 2012.

### Altri partecipanti
Giocatori che hanno ricevuto una wild card:
- Santiago Giraldo
- Gonzalo Lama
- Feliciano López
- Michael Quintero

Giocatori passati dalle qualificazioni:
- Nicolás Barrientos
- Erik Crepaldi
- Christopher Díaz-Figueroa
- Roberto Quiroz

## Campioni

### Singolare
- Alejandro Falla ha battuto in finale  Santiago Giraldo con il punteggio di 7–5, 6–3

### Doppio
- Marcelo Demoliner /  Víctor Estrella Burgos hanno battuto in finale  Thomas Fabbiano /  Riccardo Ghedin con il punteggio di 6–4, 6–2